# 吉田一之
吉田 一之（よしだ かずゆき、1966年2月15日 - ）は、NHKの元チーフアナウンサー、管理職。

## 人物
神奈川県横浜市や東京都世田谷区で育つ。成城学園高等学校を経て成城大学文芸学部マスコミュニケーション学科卒業後、1989年入局。
名古屋局プロフィールで公表したところによると、家のルーツは三重県にあるという。趣味は釣り。静岡放送局時代に94キロと86キロのシーバスを釣ったこともある。
ウエイトトレーニングも趣味。それが高じて番組を制作したこともある。腕回りは45センチもありベンチブレスが得意である
趣味・特技はルアーフィッシング、ウエイトトレーニング。

## 担当番組・業務
☆は担当中。
- ドキュメントにっぽん
- 北海道クローズアップ（2000年4月 - 2001年7月）
- Newsまるごと山梨（不定期・鹿島綾乃の代理キャスター）
- おはよう東海
- ドキュメント20min.「目指せ!人生最高のボディ〜女子ボディビル日本選手権〜」
- NHK BSニュース
- 列島スペシャル
- ひるどき日本列島
- しずおか歴史探検隊
- ほっとぐんま640（不定期・泉浩司の代理キャスター、群馬県内のリポートなど）
- みのひだ情報局　編集長
- まるっと!ぎふ（瀬戸光・浅野達朗のキャスター代行）
- アナウンス統括
- 岐阜局制作番組の編責
- ひるどき！さいたま〜ず（パーソナリティー：2023年7月 - 2025年6月）
- ひるまえ ほっと（埼玉県キャスター）
- ☆広島局視聴者リレーションセンター管理業務